# Motorola DynaTAC

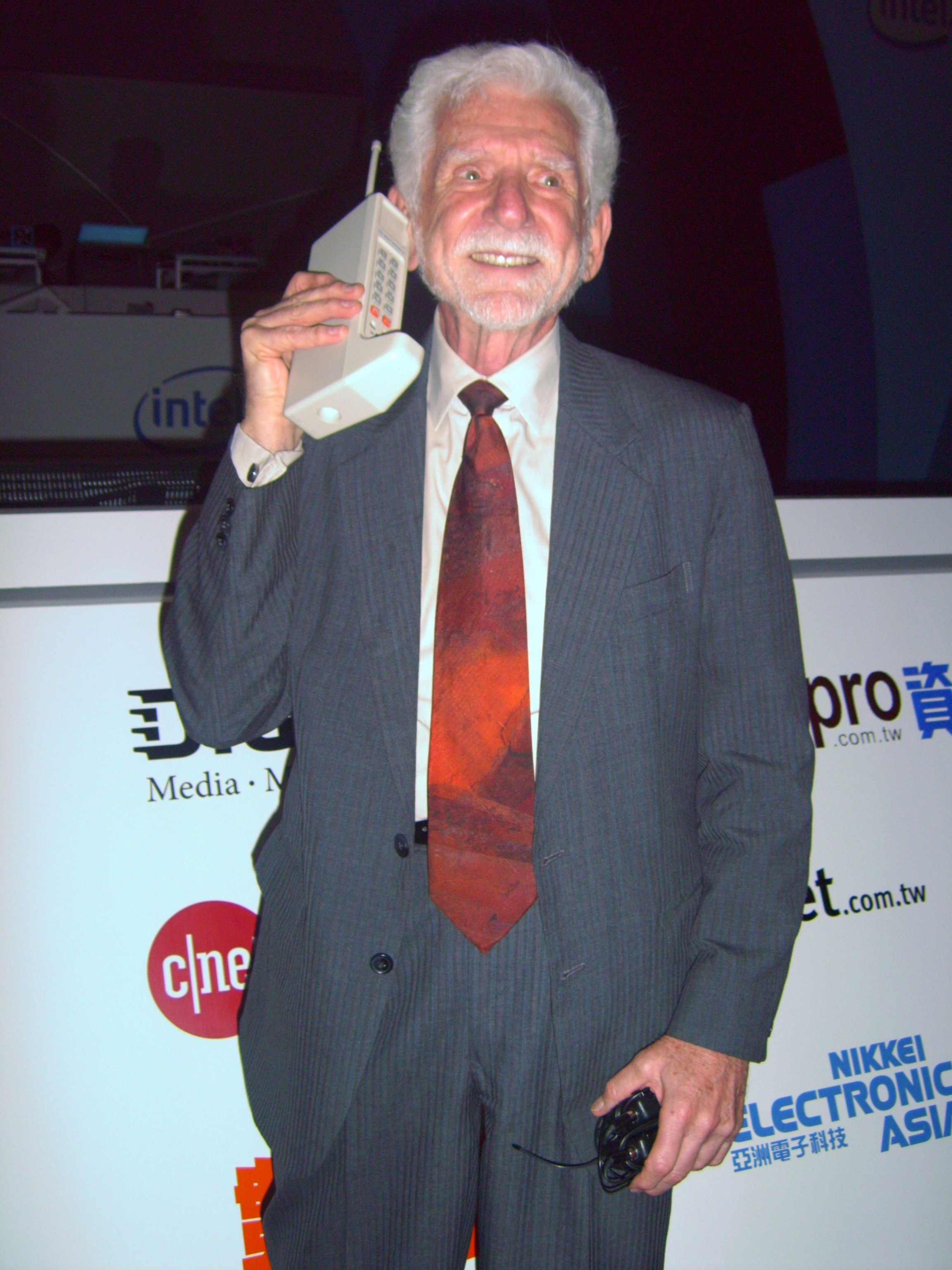
Martin Cooper met een (groter) prototype van de DynaTAC

De DynaTAC 8000X van Motorola was de eerste mobiele telefoon ter wereld goedgekeurd door de FCC. Hij had een stand-by-tijd van een uur en er kon een paar minuten mee worden gebeld. 
Het toestel woog bijna een kilo. Motorola heeft er een jaar over gedaan om hem te ontwikkelen. Met de antenne erbij was hij 30,5 cm. 
De eerste autotelefoons waren er al rond 1950, maar die konden niet zomaar op straat worden meegenomen. De DynaTAC 8000X kwam in 1983 op de markt voor US$ 3995.